# Cynthia Falabella
Cynthia Lima Falabella (Belo Horizonte, 19 de Janeiro de 1972) é uma atriz brasileira. É filha do ator Rogério Falabella e da cantora Maria Olympia, além de irmã da também atriz Débora Falabella.

## Carreira
Cynthia estreou como atriz em 1998 como Dorothy Gale na peça O Mágico de Oz. Em 2002 foi chamada para substituir a irmã pela grande semelhança física entre elas quando durante alguns capítulos como Mel de O Clone, uma vez que Débora ficou internada com meningite e as gravações não podiam ser adiadas. Na televisão, Cynthia participou também da novela América de 2005 e do seriado Tempo Final em 2008. No cinema, os trabalhos de Cynthia foram em O Quintal dos Guerrilheiros, curta-metragem de 2005; Os 12 Trabalhos (2006); Batismo de Sangue (2007) é 5 Frações de Uma Quase História (2007).
Em 2008, ela e a irmã dividem o palco em A Serpente, última peça escrita pelo dramaturgo Nelson Rodrigues. Em 2010 retornou a televisão na série A Vida Alheia da Rede Globo, nesse mesmo ano esteve no filme Chico Xavier é esteve na peça de teatro TOC TOC (2010/2011). Ainda nesse mesmo ano assinou contrato com o SBT  onde roubou a cena na pele da ardilosa Aline, a grande vilã da novela Corações Feridos, novela que somente foi ao ar em 2012. Em 2011, com o engavetamento da novela Corações Feridos, Cynthia voltou para a Rede Globo na novela Aquele Beijo onde interpreta Estela, uma das antagonistas da trama. Interpretou Manuela na série (fdp), da HBO.

## Filmografia

### Televisão
| Ano  | Título           | Personagem           | Notas                                                                 | Emissora   |
| ---- | ---------------- | -------------------- | --------------------------------------------------------------------- | ---------- |
| 2002 | O Clone          | Mel Ferraz           | Episódios: "5–8 de abril"                                             | Rede Globo |
| 2002 | O Clone          | Monique Lobato       | Episódios: "11–14 de junho"                                           | Rede Globo |
| 2005 | América          | Cidinha              |                                                                       | Rede Globo |
| 2008 | Tempo Final      | Andréa               | Episódio: "Poseida"                                                   | RTP        |
| 2010 | A Vida Alheia    | Myrna                | Episódio: "O Sequestro"                                               | Rede Globo |
| 2011 | Autor por Autor  | Narradora            | Episódio: "Ignácio de Loyola Brandão"                                 | TV Brasil  |
| 2011 | 9mm: São Paulo   | Maria Macedo         | Episódio: "O Amor É Lindo" Episódio: "Uma Simples Questão de Números" | Fox Brasil |
| 2011 | Aquele Beijo     | Estela Jardim        |                                                                       | Rede Globo |
| 2012 | Corações Feridos | Aline Almeida Varela |                                                                       | SBT        |
| 2012 | (fdp)            | Manuela              |                                                                       | HBO Brasil |

### Cinema
| Ano  | Título                                 | Papel         | Notas          |
| ---- | -------------------------------------- | ------------- | -------------- |
| 1998 | A Hora Vagabunda                       | Jovem Artista | Curta-metragem |
| 2004 | Aqueles Dias                           | Camila        |                |
| 2005 | Manual Para Atropelar Cachorro         | Milu          | Curta-metragem |
| 2005 | O Quintal dos Guerrilheiros            | Magali        | Curta-metragem |
| 2006 | Os 12 Trabalhos                        | Gêmeas        |                |
| 2007 | Batismo de Sangue                      | Jana          |                |
| 2007 | 5 Frações de uma Quase História        | Lúcia         |                |
| 2008 | Quarto 38                              | Mari          | Curta-metragem |
| 2008 | Os Filmes que Não Fiz                  |               | Curta-metragem |
| 2010 | Chico Xavier                           | Professora    |                |
| 2010 | Um Sentido Bélico para as Coisas Belas |               | Curta-metragem |
| 2011 | Essa Maldita Vontade de ser Pássaro    | Clara         |                |
| 2012 | De Outros Carnavais                    | Narração      | Curta-metragem |
| 2015 | Cada Dia Uma Vida Inteira              | Heloísa       |                |
| 2017 | Divórcio                               | Jana          |                |

### Teatro
| Ano  | Título               |
| ---- | -------------------- |
| 1998 | O Mágico de Oz       |
| 2006 | O Tempo e Os Conways |
| 2006 | Jeca Voador          |
| 2007 | Toalete              |
| 2008 | A Serpente           |
| 2010 | TOC TOC              |
| 2014 | Bull                 |
| 2017 | Loucas Por Eles      |

## Prêmios
| Ano  | Prêmio                           | Indicação    | Categoria               | Indicado(s)                     | Resultado | Ref.   |
| ---- | -------------------------------- | ------------ | ----------------------- | ------------------------------- | --------- | ------ |
| 2008 | Brazilian Film Festival of Miami | Crystal Lens | Prêmio Especial do Júri | 5 Frações de uma Quase História | Venceu    | [ 19 ] |